# Maladera fasciculata
Maladera fasciculata är en skalbaggsart som beskrevs av Moser 1922. Maladera fasciculata ingår i släktet Maladera och familjen Melolonthidae. Inga underarter finns listade i Catalogue of Life.